# Bretteville-sur-Laize
Bretteville-sur-Laize é uma comuna francesa na região administrativa da Normandia, no departamento Calvados. Estende-se por uma área de 9,65 km². Em 2010 a comuna tinha 1 939 habitantes (densidade: 200,9 hab./km²).